# Přírodní park Sedmihoří
Přírodní park Sedmihoří se nachází na území stejnojmenné vrchoviny mezi městy Horšovský Týn a Bor. Převážně zalesněné území je tvořeno depresí obklopenou z jižní, západní a severní strany věncem jedenácti vrcholů, z nichž nejvyšší jsou Racovský vrch (619 m n. m.) a Chlum (609 m n. m.). Okrajové části parku tvoří zemědělské plochy a rybníky. Na území parku lze nalézt dobře vyvinuté formy zvětrávání žuly. Rašelinné a bažinné biotopy jsou chráněny v přírodní památce Racovské rybníčky.